# Japans Grand Prix 2023
Japans Grand Prix 2023 (officielt navn: Formula 1 Lenovo Japanese Grand Prix 2023) var et Formel 1-løb, som blev kørt den 24. september 2023 på Suzuka-banen i Suzuka, Japan. Det var det sekstende løb i Formel 1-sæsonen 2023.
Resultat af løbet betød, at Red Bull Racing hermed sikrede sig konstruktørmesterskabet for sæsonen.

## Kvalifikation
| Pos.               | Nr. | Kører             | Konstruktør                  | Del 1     | Del 2    | Del 3    | Grid |
| ------------------ | --- | ----------------- | ---------------------------- | --------- | -------- | -------- | ---- |
| 1                  | 1   | Max Verstappen    | Red Bull Racing-Honda RBPT   | 1.29,878  | 1.29,964 | 1.28,877 | 1    |
| 2                  | 81  | Oscar Piastri     | McLaren-Mercedes             | 1.30,439  | 1.30,122 | 1.29,458 | 2    |
| 3                  | 4   | Lando Norris      | McLaren-Mercedes             | 1.30,063  | 1.30,296 | 1.29,493 | 3    |
| 4                  | 16  | Charles Leclerc   | Ferrari                      | 1.30,393  | 1.29,940 | 1.29,542 | 4    |
| 5                  | 11  | Sergio Pérez      | Red Bull Racing-Honda RBPT   | 1.30,652  | 1.29,965 | 1.29,650 | 5    |
| 6                  | 55  | Carlos Sainz, Jr. | Ferrari                      | 1.30,651  | 1.30,067 | 1.29,850 | 6    |
| 7                  | 44  | Lewis Hamilton    | Mercedes                     | 1.30,811  | 1.30,040 | 1.29,908 | 7    |
| 8                  | 63  | George Russell    | Mercedes                     | 1.30,811  | 1.30,268 | 1.30,219 | 8    |
| 9                  | 22  | Yuki Tsunoda      | AlphaTauri-Honda RBPT        | 1.30,733  | 1.30,204 | 1.30,303 | 9    |
| 10                 | 14  | Fernando Alonso   | Aston Martin Aramco-Mercedes | 1.30,971  | 1.30,465 | 1.30,560 | 10   |
| 11                 | 40  | Liam Lawson       | AlphaTauri-Honda RBPT        | 1.30,425  | 1.30,508 | N/A      | 11   |
| 12                 | 10  | Pierre Gasly      | Alpine-Renault               | 1.30,843  | 1.30,509 | N/A      | 12   |
| 13                 | 23  | Alexander Albon   | Williams-Mercedes            | 1.30,941  | 1.30,537 | N/A      | 13   |
| 14                 | 31  | Esteban Ocon      | Alpine-Renault               | 1.30,960  | 1.30,586 | N/A      | 14   |
| 15                 | 20  | Kevin Magnussen   | Haas-Ferrari                 | 1.30,976  | 1.30,665 | N/A      | 15   |
| 16                 | 77  | Valtteri Bottas   | Alfa Romeo-Ferrari           | 1.31,049  | N/A      | N/A      | 16   |
| 17                 | 18  | Lance Stroll      | Aston Martin Aramco-Mercedes | 1.31,181  | N/A      | N/A      | 17   |
| 18                 | 27  | Nico Hülkenberg   | Haas-Ferrari                 | 1.31,299  | N/A      | N/A      | 18   |
| 19                 | 24  | Zhou Guanyu       | Alfa Romeo-Ferrari           | 1.31,398  | N/A      | N/A      | 19   |
| 107%-tid: 1.36,169 |     |                   |                              |           |          |          |      |
| –                  | 2   | Logan Sargeant    | Williams-Mercedes            | Ingen tid | N/A      | N/A      | PL1  |
| Kilde:             |     |                   |                              |           |          |          |      |

Noter:
↑1 - Logan Sargeant satte ikke en tid under kvalifikationen, men fik lov til at køre af stewardsene. Han måtte starte fra pit lane efter at have lavet ændringer på bilen under parc fermé.

## Resultat
| Pos.                                                               | Nr. | Kører             | Konstruktør                  | Omgange | Tid/Udgået  | Startpos. | Point |
| ------------------------------------------------------------------ | --- | ----------------- | ---------------------------- | ------- | ----------- | --------- | ----- |
| 1                                                                  | 1   | Max Verstappen    | Red Bull Racing-Honda RBPT   | 53      | 1:30.58,421 | 2         | 261   |
| 2                                                                  | 4   | Lando Norris      | McLaren-Mercedes             | 53      | +19,387     | 3         | 18    |
| 3                                                                  | 81  | Oscar Piastri     | McLaren-Mercedes             | 53      | +36,494     | 2         | 15    |
| 4                                                                  | 16  | Charles Leclerc   | Ferrari                      | 53      | +43,988     | 4         | 12    |
| 5                                                                  | 44  | Lewis Hamilton    | Mercedes                     | 53      | +49,376     | 7         | 10    |
| 6                                                                  | 55  | Carlos Sainz, Jr. | Ferrari                      | 53      | +50,221     | 6         | 8     |
| 7                                                                  | 63  | George Russell    | Mercedes                     | 53      | +57,659     | 8         | 6     |
| 8                                                                  | 14  | Fernando Alonso   | Aston Martin Aramco-Mercedes | 53      | +1.14,725   | 10        | 4     |
| 9                                                                  | 31  | Esteban Ocon      | Alpine-Renault               | 53      | +1.19,678   | 14        | 2     |
| 10                                                                 | 10  | Pierre Gasly      | Alpine-Renault               | 53      | +1.23,155   | 12        | 1     |
| 11                                                                 | 40  | Liam Lawson       | AlphaTauri-Honda RBPT        | 52      | +1 omgang   | 11        |       |
| 12                                                                 | 22  | Yuki Tsunoda      | AlphaTauri-RBPT              | 52      | +1 omgang   | 9         |       |
| 13                                                                 | 24  | Zhou Guanyu       | Alfa Romeo-Ferrari           | 52      | +1 omgang   | 19        |       |
| 14                                                                 | 27  | Nico Hülkenberg   | Haas-Ferrari                 | 52      | +1 omgang   | 18        |       |
| 15                                                                 | 20  | Kevin Magnussen   | Haas-Ferrari                 | 52      | +1 omgang   | 15        |       |
| Ret                                                                | 23  | Alexander Albon   | Williams-Mercedes            | 26      | Sammenstød  | 13        |       |
| Ret                                                                | 2   | Logan Sargeant    | Williams-Mercedes            | 22      | Sammenstød  | PL        |       |
| Ret                                                                | 18  | Lance Stroll      | Aston Martin Aramco-Mercedes | 20      | Bagvinge    | 17        |       |
| Ret                                                                | 11  | Sergio Pérez      | Red Bull Racing-Honda RBPT   | 15      | Sammenstød  | 5         |       |
| Ret                                                                | 77  | Valtteri Bottas   | Alfa Romeo-Ferrari           | 7       | Sammenstød  | 16        |       |
| Hurtigste omgang: Max Verstappen (Red Bull) - 1.34,183 (omgang 39) |     |                   |                              |         |             |           |       |
| Kilde:                                                             |     |                   |                              |         |             |           |       |

Noter:
↑1 - Inkluderer point for hurtigste omgang.

## Stilling i mesterskaberne efter løbet
| Pos. | Kører            | Point |
| ---- | ---------------- | ----- |
| 1    | Max Verstappen   | 400   |
| 2    | Sergio Pérez     | 223   |
| 3    | Lewis Hamilton   | 190   |
| 4    | Fernando Alonso  | 174   |
| 5    | Carlos Sainz Jr. | 150   |

| Pos. | Konstruktør           | Point |
| ---- | --------------------- | ----- |
| 1    | Red Bull-Honda RBPT   | 623   |
| 2    | Mercedes              | 305   |
| 3    | Ferrari               | 285   |
| 4    | Aston Martin-Mercedes | 221   |
| 5    | McLaren-Mercedes      | 172   |